# Antonio Cabrini
Antonio Cabrini (Cremona, el 8 d'octubre de 1957) és un exfutbolista i posteriorment entrenador de futbol italià, que actualment es troba a càrrec de la selecció de futbol femenina d'Itàlia.